# Jean Bertaut

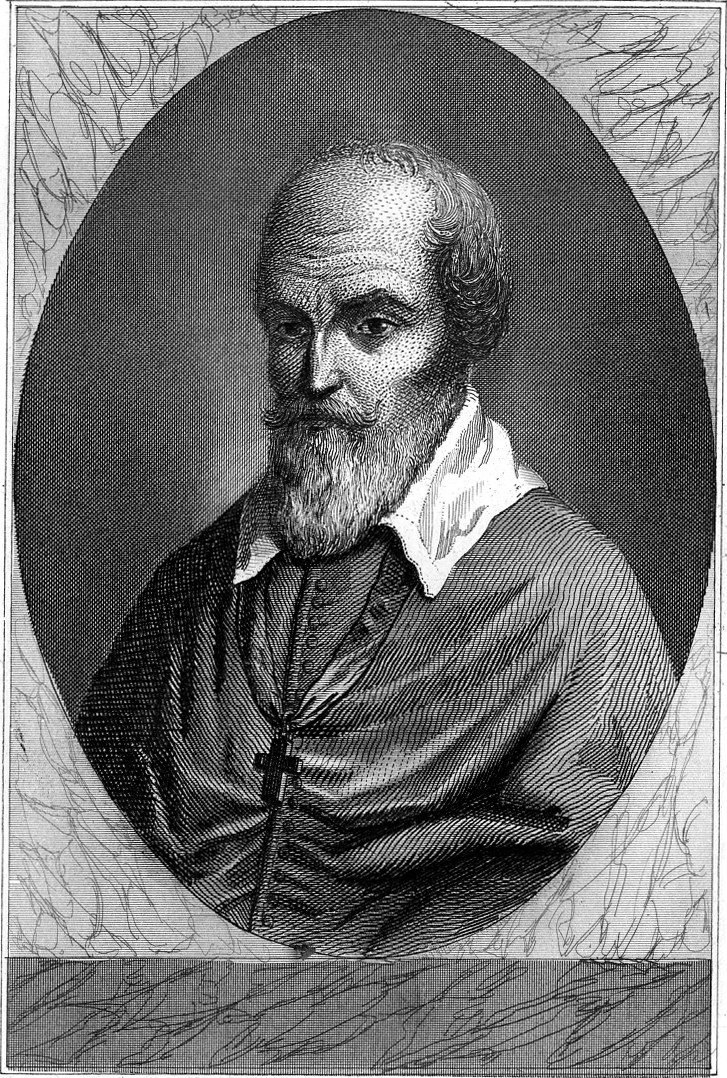
Jean Bertaut

Jean Bertaut (* 1552 in Caen; † 8. Juni 1611 in Sées) war ein französischer Bischof und Schriftsteller im Übergang vom Barock zur Klassik.

## Leben und Werk
Bertaut war unter König Heinrich III. von Frankreich Erzieher von Charles de Valois, duc d’Angoulême, dann Sekretär des Königs und als solcher 1589 bei dessen Ermordung zugegen. König Heinrich IV. machte ihn 1594 zum Kommendatarabt des reichen Zisterzienserklosters Aulnay in Aunay-sur-Odon und später zum Hofgeistlichen der Königin Maria de’ Medici. 1606 ernannte ihn Heinrich IV., an dessen Konversion zum katholischen Glauben er mitgewirkt hatte, zum Bischof von Sées. Auf Fürsprache des einflussreichen Kardinals Jacques-Davy Duperron stellte Papst Paul V. Bischof Bertaut 1607 die Bestellungsurkunden ohne die sonst übliche Taxe aus. Am 1. Juni 1607 nahm Bertaut die Diözese per procurationem (durch den Großkantor Jean Gautier) in Besitz und assistierte am 14. September bei der Taufe des späteren Königs Ludwig XIII. Am 1. März 1608 zog er persönlich in Sees ein. Nach König Heinrichs Ermordung nahm er am 30. Juni 1610 gemeinsam mit dem Abt von Saint-Corneille in Compiègne die Beisetzung des Leichnams in der Grablege der französischen Könige in der Kathedrale von Saint-Denis vor und hielt die Leichenpredigt.
Bertaut starb am 8. Juni 1611 in Sées und wurde im Chor der Kathedrale beigesetzt. Bei den Vorbereitungen zum Begräbnis seines Nachfolgers Turgot de Saint Clair 1727 wurde sein Sarg wiedergefunden und geöffnet. Man fand den gut erhaltenen Leichnam eines großgewachsenen Mannes mit langem Bart, angetan mit bischöflichen Gewändern, und ein hölzernes Bischofskreuz an seiner Seite. Sein eigentliches Bischofskreuz hatte er testamentarisch dem Kapitel von Sées vermacht, das dafür jedes Jahr an seinem Todestag das Responsorium Libera me aus der Totenliturgie für sein Seelenheil singen sollte. Bertauts Sarg wurde wieder verschlossen und gemeinsam mit dem von Mgr Turgot erneut beigesetzt.
Bertauts Dichtungen, die ihn als Schüler von Pierre de Ronsard und Philippe Desportes ausweisen, gehörten zwar deutlich ins 16. Jahrhundert, fanden aber auch Gnade vor dem strengen Urteil seines Zeitgenossen François de Malherbe, dem Bahnbrecher der Klassik. Der Kritiker Sainte-Beuve lobte die folgenden Zeilen (aus Élégie):

Mais las! Pourquoi faut-il que les arbres sauvages / Qui vêtent les coteaux ou bordent les rivages, / Qui n’ont veine ni sang qu’amour puisse allumer, / Observent mieux que nous les lois de bien aimer !

## Werke (Auswahl)
- Recueil des oeuvres poétiques. Mamert Patisson, Paris 1601, 1605; Chez Tovssainct dv Bray, Paris 1620, 1633.
  - Les œuvres poétiques de M. Bertaut, Évesque de Sees, Abbé d'Aunay, Premier Aumosnier de la Royne. Hrsg. von Adolphe Chenevière (1855–1917). E. Plon, Nourrit et Cie, Paris 1891; Kraus, Nendeln 1972; Kraus, Millwood 1982.
- Recueil de quelques vers amoureux, Paris, Mamert Patisson, imprimeur ordinaire du Roy, 1602.
  - Recueil de quelques vers amoureux. Kritisch hrsg. von Louis Terreaux (1921–2015). M. Didier, Paris 1970.

### Biografien und Einzelstudien
- Fisquet H[onoré Jean Pierre]: La France pontificale (Gallia Christiana) : histoire chronologique et biographique des Archevêques & Évêques de tous les Diocèses de France, depuis l'établissement du Christianisme jusqu'à nos jours, divisée en 18 provinces ecclésiastiques. Repos, Paris 1864–1871.
- Georges Grente: Jean Bertaut, abbé d'Aunay, premier aumônier de la reine, évêque de Séez (1552–1611). V. Lecoffre, Paris 1903; Slatkine, Genf 1969.
- Terence Allott: The love poetry of Jean Bertaut. Diss. Oxford 1968 (1052 Seiten).
- Albert Jean Gosse: Le Surprenant Manuscrit de Lyon. Roland Furieux (1607). L’Harmattan, Paris 2014 (Autor des Manuskripts ist Jean Bertaut).

### Handbuchinformation
- Maurice Allem (Hrsg.): Anthologie poétique française. XVIe siècle. 2 Bände Garnier-Flammarion, Paris 1965, Band 2, S. 365–374.
- Laffont-Bompiani. Le nouveau dictionnaire des auteurs de tous les temps et de tous les pays. Reihe Bouquins, Paris 1994, S. 341.